# Šňůra
Šňůra je v odborné literatuře definována jako délková textilie s průměrem do 6 mm, vyrobená z nití, motouzů nebo z pásků.

## Výklad definice šňůry
Některé druhy šňůr (např. padákové a těsnicí) mají odchylně od definice tloušťku až 14–20 mm. 
Výraz šňůra má v jiných jazycích často několik různých protějšků, které nejsou jednoznačně definovány (např. angl.: cord, twine, string, něm.: Schnur, Kordel, Leine atd).
Pro některé druhy šňůr se někdy (z neznámých důvodů) používá také označení provaz.

## Vlákenný materiál k výrobě šňůr
Materiál pro přízi na šňůry se dá rozdělit do dvou skupin:
- Standardní: polyamid, polyester, polypropylen, konopí, bavlna, len
- Speciální vlákna s mimořádně vysokou pevností nebo odolností proti vysokým teplotám: aramid, Twaron®, Technora®, Dyneema®, Nomex®, čedičová, skleněná vlákna[4]

Příze zhotovené ze staplových vláken, multifilamentů nebo fóliových pásků jsou vesměs skané, neskané jsou jen monofily (na rybářské šňůry). 
Většina přízí je barvená, buďto ve vlákenné hmotě nebo na křížových cívkách.

## Způsoby výroby
Stáčení na lanové dráze byla nejstarší a dlouhou dobu nejrozšířenější technologie, v posledních desetiletích se však i moderní stáčecí stroje používají jen k výrobě levnějších, např. dekorativních šňůr a jako výrobní předstupeň při splétání lan. 
Splétáním a oplétání je v současnosti nejpoužívanější způsob výroby.
a splétacích (zvaných také paličkových) strojích se dají zpracovávat všechny běžné materiály, šňůry se vyrábějí kulaté v průměrech cca 1–20 mm, duté nebo s oplétaným jádrem  
Splétané výrobky se někdy nabízí ke koupi jako pletené šňůry.
Osnovní pletení je vhodné k výrobě oděvních šňůr a okrouhlých pruženek
Zátažné pletení se používá jen na technické šňůry s vysokou roztažností (těsnění, ucpávky)
Tkaní na speciálních stuhových stavech se používá např. na šňůry na šněrovadla.
Monofilamenty na rybářské šňůry jsou jednoduché niti bez zákrutu. Nejjemnější mají průměr 0,10 mm, monofilové výrobky mají vyšší tažnost než splétané a jsou podstatně levnější.

## Vlastnosti
Šňůry mají většinou okrouhlý tvar, jen některé speciální výrobky mají čtyřhranný a monofily oválný průřez.  Pro všechny druhy je důležitá pevnost, (s 1,5–8,5 kN je ovšem v průměru mnohem nižší než u textilních lan). Další vlastnosti jako průtažnost (0–65 %), pružnost, odolnost proti oděru, slunečnímu záření atd. mohou být v závislosti na použitém materiálu a konstrukci šňůry velmi rozdílné.   

## Použití
- K technickým účelům: padákové zednické[4] těsnění[12] vřetenové (Tyto výrobky, dříve nazývané špindlšňůry, se asi do poloviny minulého století používaly výhradně k přenosu otáček na cca 150 milionů přádních a skacích vřeten. Celosvětová roční produkce dosahovala řádově 1 000 tun)[4] galírovací (jako zdvižné šňůry jsou nutné v počtu několika set kusů na každém tkacím stroji s žakárovým ústrojím)[13] elektrošňůra s textilním opletem[14] aj.
- Sport a hobby: rybářství[11] plachtění, horkovzdušné balony aj.
- Oděvní a bytové: pozamenty[15] šňůry na prádlo[16] aj.
- Jako  polotovary: na výztuže kompozitů, šněrovadla, provazy
- Netextilní šňůry: pupeční šňůra, kabel[17] aj

## Galerie šňůr

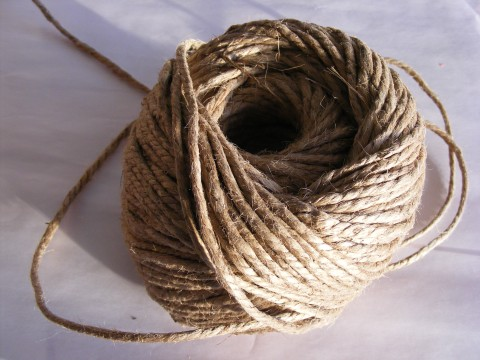
Konopná šňůra
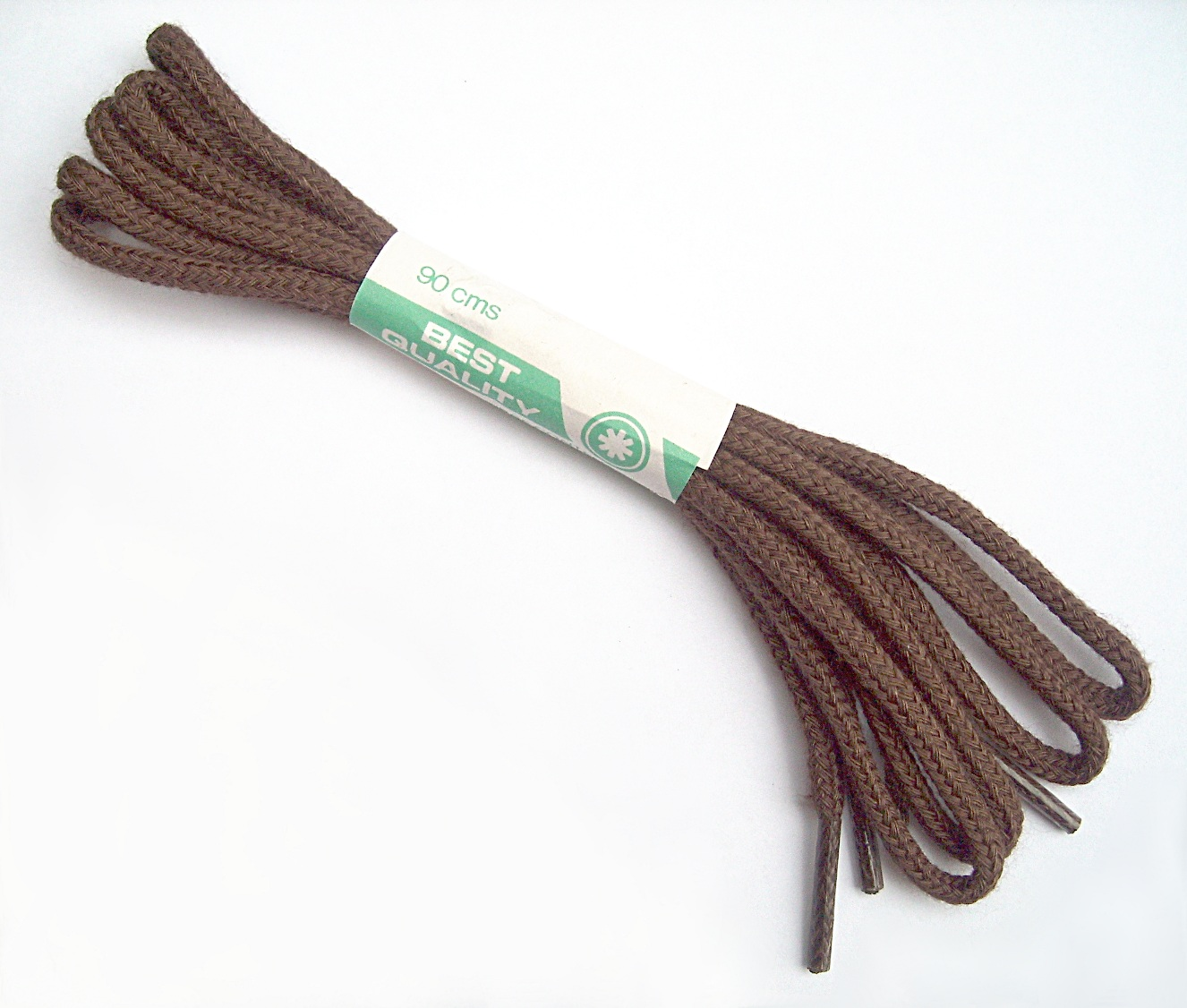
Šňůrky do bot
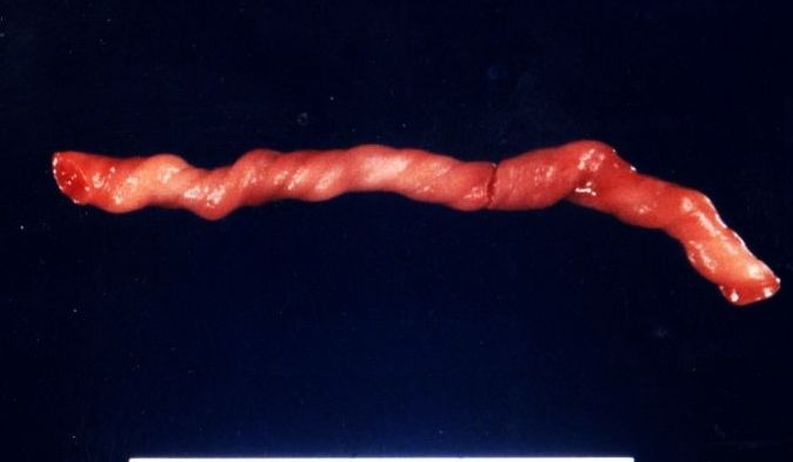
Pupeční šňůra
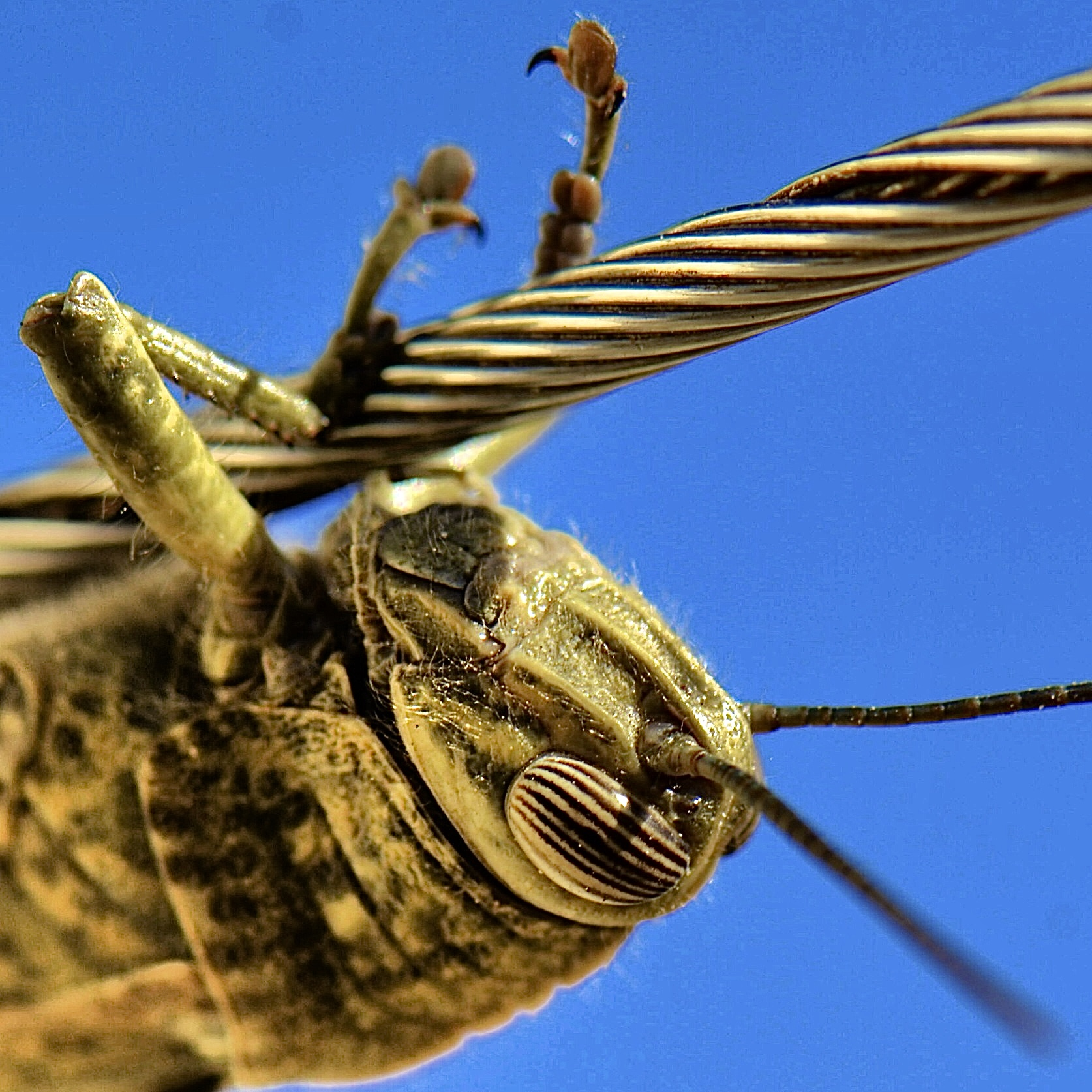
Saranče na prádelní šňůře